# Monte Rotwand
Il Monte Rotwand è un monte appartenente ai monti Alti Tauri Occidentali, più precisamente ai monti di Fundres, alto 2.926 metri, situato fra le valli di Valles e di Fundres, appartenente alla Costiera della Cima di Valmala, di cui è la vetta più vicina; è divisa da quest'ultima dal passo Joch in de Edge (2800 m), cui si può salire con un sentiro; la vetta è rocciosa, costituita da innumerevoli speroni rocciosi, non raggiungibile da un sentiero.